# Половоз
Полово́з (рос. Половоз) — присілок у складі Грязовецького району Вологодської області, Росія. Входить до складу Ростиловського сільського поселення.

## Населення
Населення — 22 особи (2010; 26 у 2002).
Національний склад (станом на 2002 рік):
- росіяни — 96 %